# محمد بن عبد الله الملحم
محمد بن عبد الله المُلحِم (1936 - 21 يونيو 1988) (1355 - 7 ذي الحجة 1408) فقيه مالكي وشاعر ومدرس ديني سعودي. ولد بمدينة الهفوف ونشأ بها. تخرّج في كلية الشريعة بجامعة الإمام محمد بن سعود الإسلامية بالرياض، وعمل مدرّسًا للعلوم الشرعية في مدينة الأحساء. توفي في مسقط رأسه. له في ربوع الأحساء ومغانيها والألحان والدر المكنون في شتى الفنون.

## سيرته
هو محمد بن عبد الله بن محمد آل سلطان الملحم ولد في سنة 1355 هـ/1936 م بمحلة النعاثل بالأحساء، وبها نشأ وأمه هي نورة بنت محمد بن عبد الله آل عبد القادر النجارية. تعلم القراءة والكتابة في الكتاتيب، ثم التحق بالمدرسة الابتدائية، ولم يكملها، لكنه تعلم الفقه المالكي على أحد العلماء، ثم التحق بالمعهد العلمي بالأحساء، فتخرج فيه وواصل دراسته في كلية الشريعة بجامعة الإمام محمد بن سعود الإسلامية بالرياض، فأحرز شهادة الدبلوم في التربية وعاد إلى الأحساء.

عمل مدرسًا للعلوم الدينية في مدينة الأحساء، إضافة إلى عمله محاضرًا في العديد من المؤسسات الثقافية والاجتماعية. سافر إلى أسطنبول في صيف 1986. 

مرض أواخر أيامه وتوفي يوم الخميس 7 ذي الحجة 1408 / 21 يونيو 1988 بمسقط رأسه مدينة الهفوف، وقد رثاه صديقه الشاعر حسن بن عبد الرحمن الحليبي بقصيدة مطلعها: ركن من الأدب الرفيع تهدما/ نجم مضيء قد خبا وتحطما.

ابنتها هي الشاعرة بلقيس الملحم. 

## شعره
كان يتعاطف مع الشعر العربي الموزون المقفى حيث كان لايرى له بدلا، كما كان ضد الشعر الحر، حيث يرى «أنه مجرد عبث». له ديوانان في ربوع الأحساء ومغانيها والألحان. ذكره عبد العزيز البابطين في معجمه وقال عنه «يدور جل شعره حول المديح النبوي، وحول الحنين إلى الوطن، والشكوى، والغزل، وفي وصف المدن والرياض، خاصة ما كان منه في وصف مدينة الأحساء، وله في الوصايا، وإسداء النصح.نفسه الشعري طويل. تتسم لغته بالطواعية، مع ميلها إلى المباشرة، وخياله بالنشاط. التزم عمود الشعر إطارًا في بناء قصائده. في شعره جانب من الدعابة، تقترب لغته من من لغة الحياة اليومية، وفي مقطوعاته أو قصائده القصار يكون أكثر إحكامًا وضبطا لسياق القول.»  من شعره بعنوان ملكة الحسن:

## مؤلفاته
- في ربوع الأحساء ومغانيها
- الألحان
- الدر المكنون في شتى الفنون